# Clan Torii
El clan Torii (鳥居氏 Torii-shi?) fue una familia daimio de finales del período Sengoku y Edo.
Yukinori, el fundador del clan Watari y del clan Torii, era de una familia de sacerdotes sintoístas Kumano Gongen, en la provincia de Kii. Yukinori al recibir el apellido «Taira», de Taira no Kiyomori, fue renombrado como Taira no Yukinori. Su hijo, Yukitada, se mudó a Yahagasho en la provincia de Mikawa, después de la Guerra Jōkyū (1221) se cambió el nombre a «Watari». Durante el disturbio de la corte del Norte y del Sur, Tadakage luchó por Nitta Yoshisada, de la corte del Sur. Cambió su nombre a «Torii».
Los Torii fueron leales criados del clan Tokugawa desde finales del siglo XVI. Fueron, quizás, los más famosos por la valentía y el valor de Torii Sune'emon, que fue crucificado por Takeda Katsuyori en la batalla de Nagashino (1575), y por Torii Mototada cuyo seppuku es uno de los más celebrados en los miles de años de la historia samurái.
El clan recibió originalmente el feudo de Yahagi en la provincia de Shimōsa en 1590. Valía 40 000 koku. Tras el establecimiento del shogunato Tokugawa, en 1606 los Torii recibieron el dominio de Iwakidaira en la provincia de Mutsu, por el valor de 100 000 koku. Luego, en 1622, se mudaron una vez más a Yamagata en la provincia de Dewa, con un ingreso anual de 260 000 koku. Torii Tadatsune murió sin heredero en 1636, y su feudo volvió así al shogunato; su hermano Torii Tadaharu recibió Takatō en la provincia de Shinano, por 30 000 koku.

## Miembros destacados
- Torii Tadayoshi (m. 1571)
- Torii Suneemon (m. 1575)
- Torii Mototada (1539-1600)
- Torii Tadamasa (1567-1628)
- Torii Naritsugu
- Torii Tadatsune (m. 1636)
- Torii Tadaharu (1608–1651)
- Torii Yōzō (1804-1874)